# Куп пет нација 1914.
Куп пет нација 1914. (службени назив: 1914 Five Nations Championship) је било 33. издање овог најелитнијег репрезентативног рагби такмичења Старог континента. а 5. издање Купа пет нација.
Црвене руже су освојиле Гренд слем.

## Такмичење
Француска - Ирска 6-8
Енглеска - Велс 10-9
Велс - Шкотска 24-5
Енглеска - Ирска 17-12
Ирска - Шкотска 6-0
Велс - Француска 31-0
Ирска - Велс 3-11
Шкотска - Енглеска 15-16
Француска - Енглеска 13-39

## Табела
|   | Селекција                      | ИГ | Д | Н | И | ПД | ПП | ПР  | Б |  |
| - | ------------------------------ | -- | - | - | - | -- | -- | --- | - |  |
| 1 | Рагби репрезентација Енглеске  | 4  | 4 | 0 | 0 | 82 | 49 | +33 | 8 |  |
| 2 | Рагби репрезентација Велса     | 4  | 3 | 0 | 1 | 75 | 18 | +57 | 6 |  |
| 3 | Рагби репрезентација Ирске     | 4  | 2 | 0 | 2 | 29 | 34 | -5  | 4 |  |
| 4 | Рагби репрезентација Шкотске   | 3  | 0 | 0 | 3 | 20 | 46 | -26 | 0 |  |
| 4 | Рагби репрезентација Француске | 3  | 0 | 0 | 3 | 19 | 78 | -59 | 0 |  |

| Победник Купа пет нација 1914.                            |
| --------------------------------------------------------- |
| Репрезентација Енглеске 6. титула првака Европе у рагбију |